# Anillidris bruchi
Anillidris bruchi är en myrart som beskrevs av Santschi 1936. Anillidris bruchi ingår i släktet Anillidris och familjen myror. Inga underarter finns listade i Catalogue of Life.

## Bildgalleri

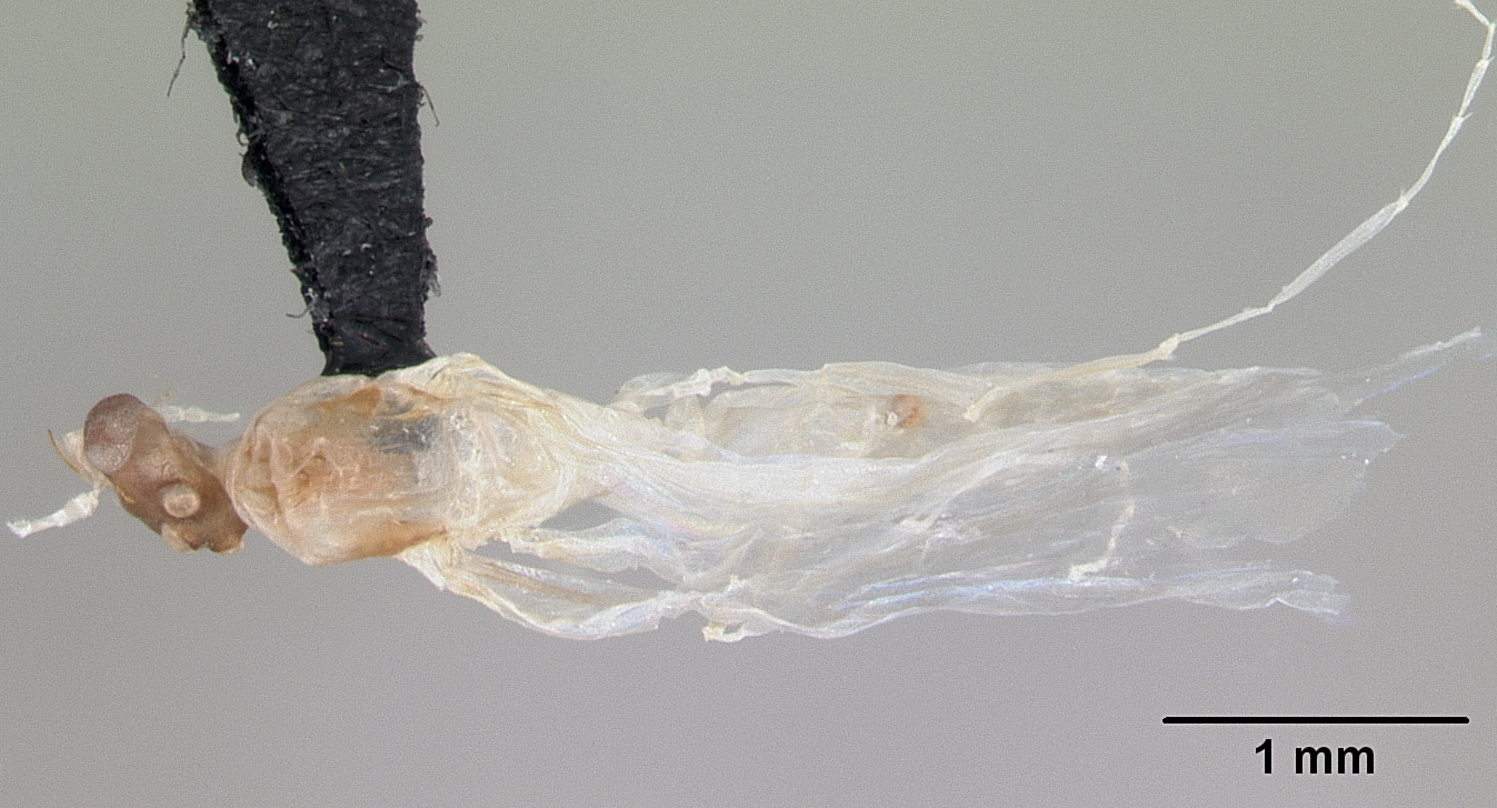
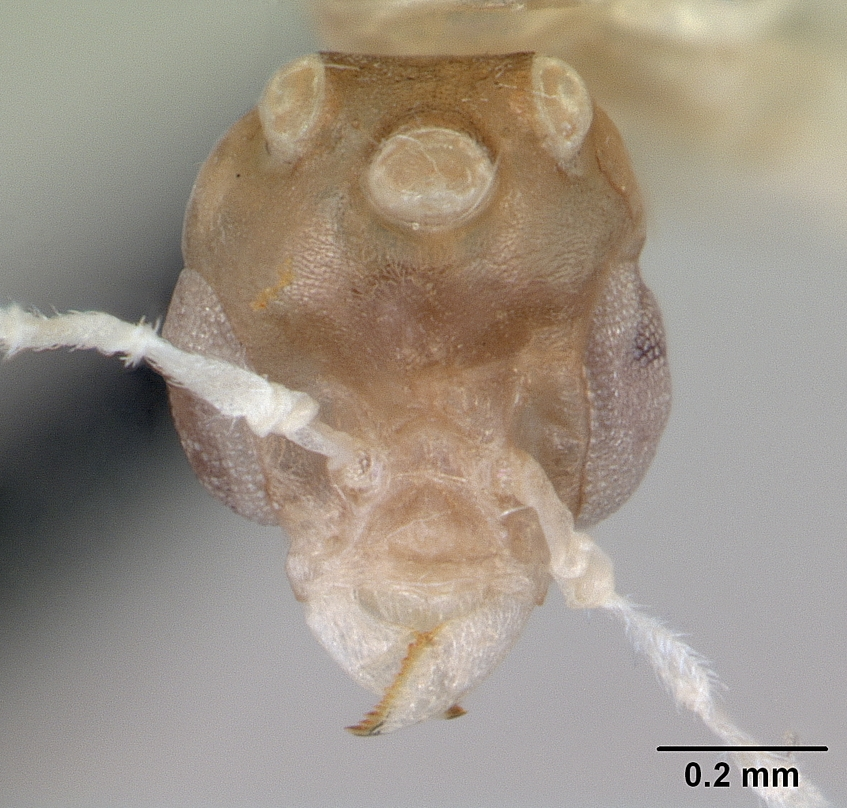
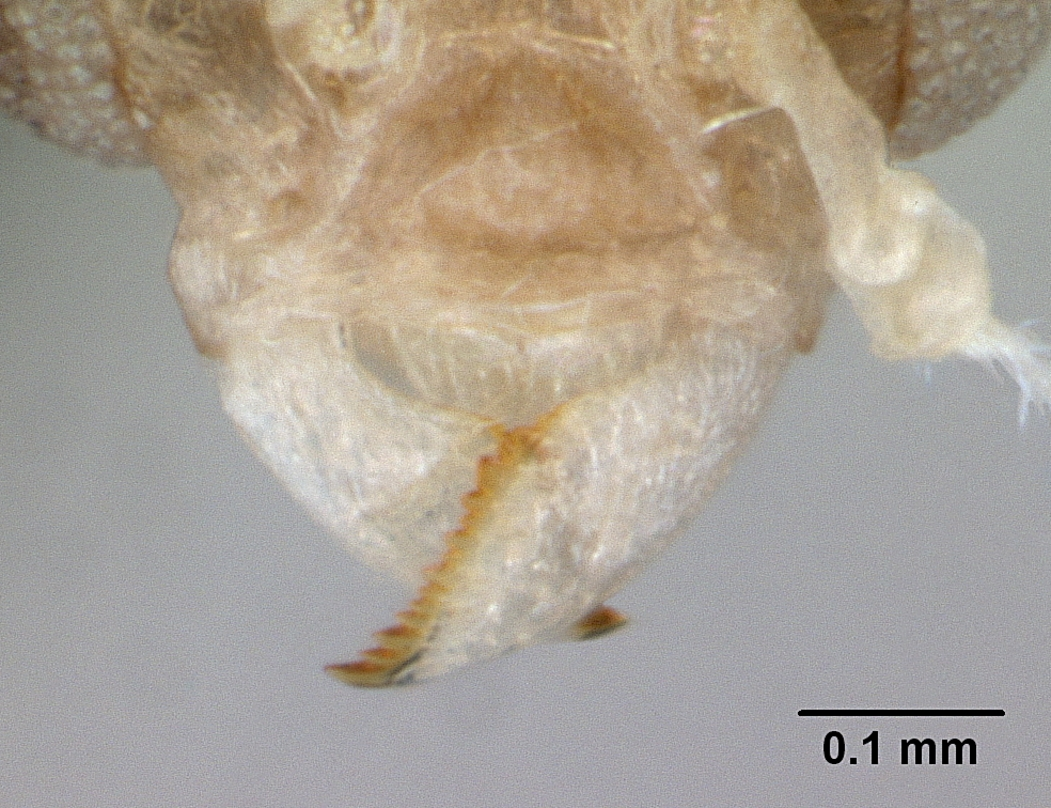
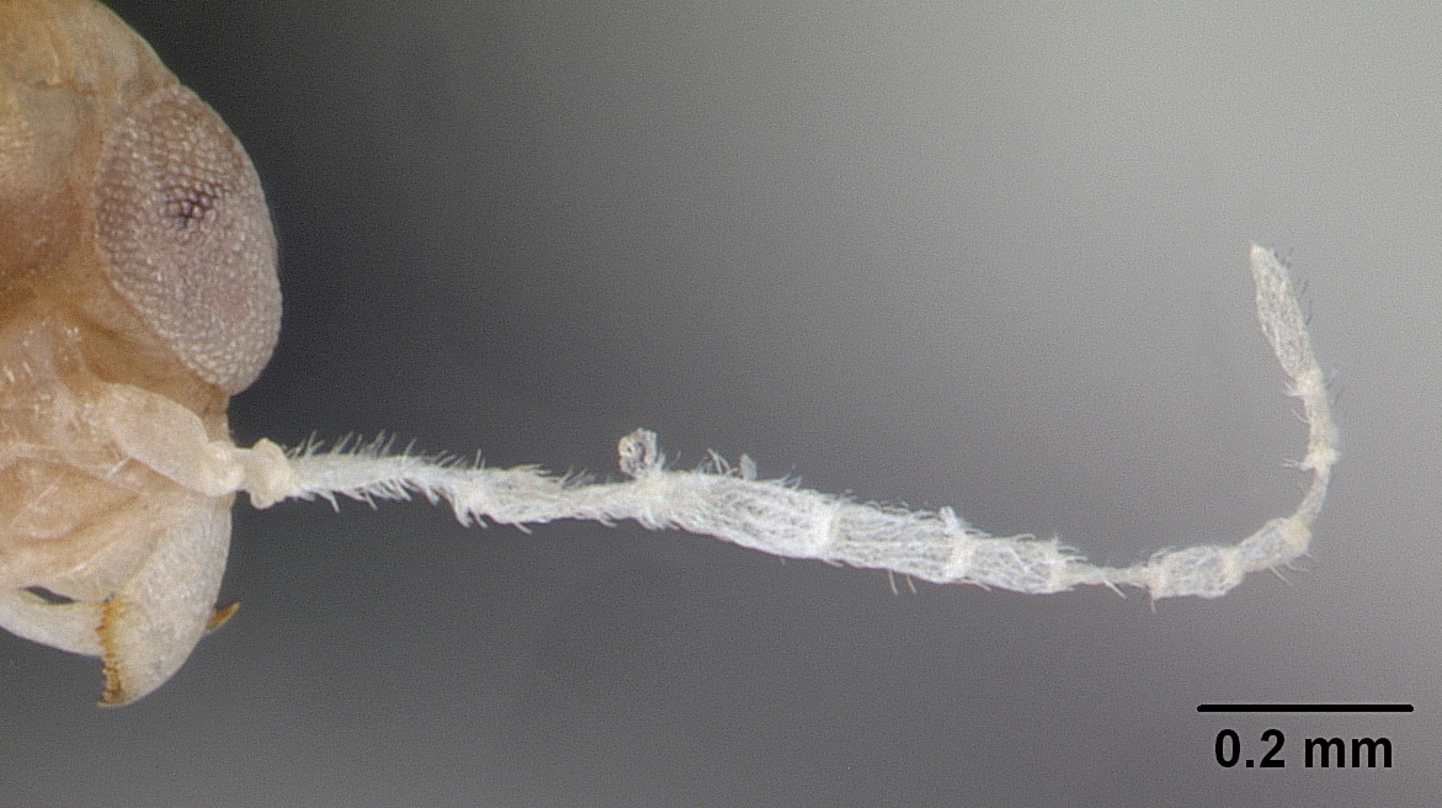
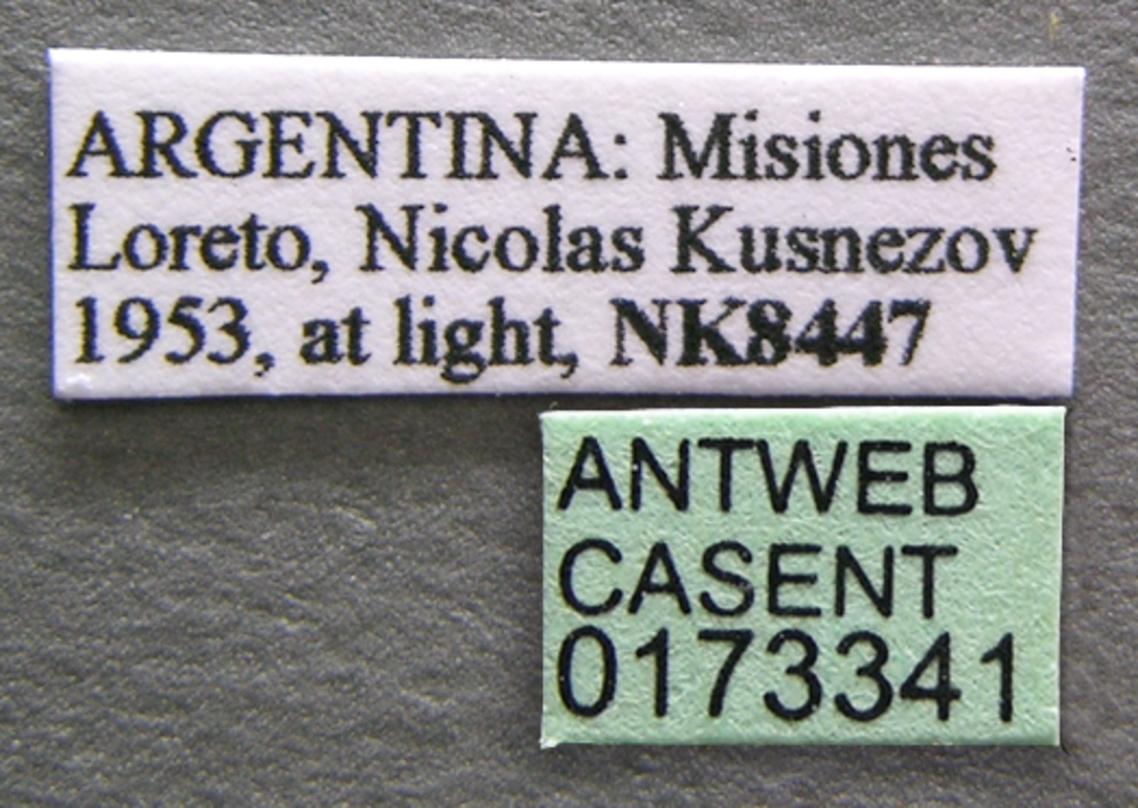
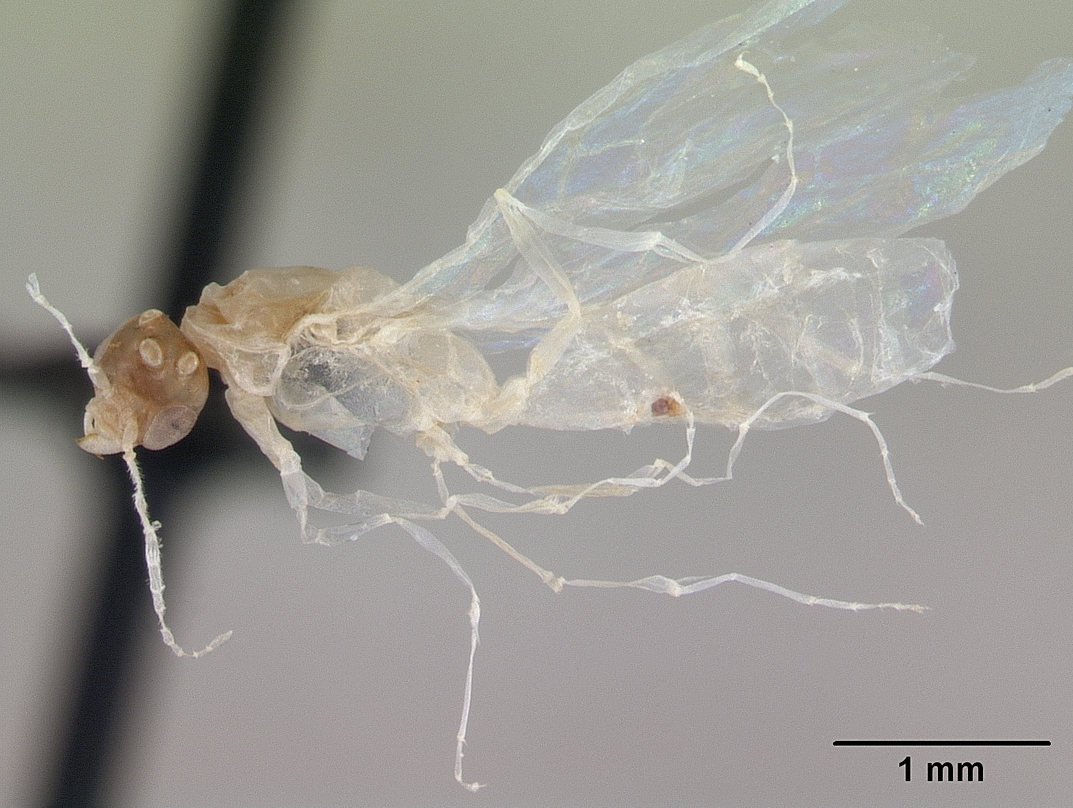